# Giorgio Galvagno
Giorgio Galvagno (Mattuglie, 27 luglio 1943) è un politico italiano, sindaco di Asti dal 1985 al 1994 e dal 2007 al 2012, oltreché deputato di Forza Italia nella XIV legislatura.

## Biografia
Figlio di un maresciallo dei Carabinieri, sposato, con due figli, laureato in sociologia, professore di scuola superiore, Galvagno è stato consigliere provinciale e per due volte Sindaco di Asti (dal 1985 al 1994), carica a cui fu eletto nelle file del Partito Socialista Italiano nel 1985 e nel 1990. Rieletto mantiene la carica fino al 1994 quando il Comune di Asti viene commissariato dal governo in seguito allo scandalo di Valle Manina.
Nel 1996 ha patteggiato 6 mesi e 26 giorni di carcere per inquinamento delle falde acquifere, abuso e omissione di atti ufficio, falso ideologico, delitti colposi contro la salute pubblica (per l'inquinamento delle falde acquifere) e omessa denuncia dei responsabili della Tangentopoli astigiana nello scandalo della discarica di Valle Manina e Valleandona (smaltimento fuorilegge di rifiuti tossici e nocivi in cambio di tangenti).
Tra il 2003 e il 2004 il comico Beppe Grillo, lo nominò in diverse occasioni, colpevolizzandolo duramente sulle responsabilità a lui attribuite riguardo allo scandalo "Valle Manina" e accusandolo di aver preso tangenti; Galvagno sporse denuncia per diffamazione, accolta dal Tribunale di Asti, il quale il 5 marzo 2010 condannò il comico genovese ad una ammenda di 25 000 euro più le spese processuali a carico del sindaco, il quale tuttavia decise di devolvere interamente la somma in beneficenza.
Giorgio Galvagno è stato rieletto sindaco di Asti il 28 maggio 2007 con il 56,18% dei voti, sul sindaco uscente di centro-sinistra, Vittorio Voglino.
Sconfitto al ballottaggio nelle amministrative del maggio 2012, lascia la carica al candidato del Partito Democratico Fabrizio Brignolo.